# 巴奇考伊·沙劳
巴奇考伊·沙劳（匈牙利語：Bácskai Sára，1999年6月20日—），匈牙利女子短道速滑运动员，2017年世界短道速滑锦标赛女子3000米接力银牌得主、2023年欧洲短道速滑锦标赛女子3000米接力银牌得主。